# Partido Socialdemócrata de Azerbaiyán
El Partido Socialdemócrata de Azerbaiyán (Azerbaiyano: Azərbaycan Sosial Demokrat Partiyası) fue un partido político socialdemócrata azerbaiyano liderado por el primer presidente de la República de Azerbaiyán y el último líder del Partido Comunista de Azerbaiyán durante la era soviética Ayaz Mütallibov. En las elecciones parlamentarias azeríes de 2001, el partido obtuvo menos de 1% de los votos y no obtuvo escaños en la Asamblea Nacional de la República de Azerbaiyán.